# «Торіно» в Кубку Мітропи
Нижче наведений список усіх матчів футбольного клубу «Торіно» в Кубку Мітропи, місця проведення цих матчів, а також автори голів у складі команди. Також містить статистичні дані гравців і тренерів клубу в матчах турніру.
Кубок Мітропи вперше був проведений у 1927 році для провідних клубів Центральної Європи. В довоєнні часи «Торіно» був учасником лише одного розіграшу 1936 року, як володар Кубка Італії. 
В 50-х роках проведення кубку було відновлене. В цей час формат його проведення регулярно змінювався, а рівень і статус учасників падав. «Торіно» без особливого успіху виступав у турнірах 1961, 1963 і 1971 років. У Кубку Мітропи 1991 року туринський здобув перемогу в турнірі. Клуб кваліфікувався до змагань як переможець Серії В, другого за силою національного дивізіону.

## Список матчів
| №                         | Розіграш | Стадія    | Дата та місце проведення | Команда 1       | Рахунок                                                   | Команда 2                | Голи                                                                 |
| ------------------------- | -------- | --------- | ------------------------ | --------------- | --------------------------------------------------------- | ------------------------ | -------------------------------------------------------------------- |
| 1                         | 1936     | кв. раунд | 07.06.1936, Берн         | Берн            | 1:4 [Архівовано 25 березня 2017 у Wayback Machine.]       | Торіно                   | Бальді (5), Галлі (35, 73), Бускалья (89)                            |
| 2                         | 1936     | кв. раунд | 14.06.1936, Турин        | Торіно          | 7:1 [Архівовано 14 січня 2018 у Wayback Machine.]         | Берн                     | Бо (13), Бускалья (25, 84), Галлі (64), Бальді (69, 76), Сілано (88) |
| 3                         | 1936     | 1/8       | 21.06.1936, Турин        | Торіно          | 2:0 [Архівовано 16 липня 2016 у Wayback Machine.]         | Уйпешт                   | Бускалья (30), Сілано (51)                                           |
| 4                         | 1936     | 1/8       | 26.06.1936, Будапешт     | Уйпешт          | 5:0 [Архівовано 25 березня 2017 у Wayback Machine.]       | Торіно                   | Ферріні 81', Бальді 84'                                              |
| Після відновлення турніру |          |           |                          |                 |                                                           |                          |                                                                      |
| 1                         | 1961     | група     | 18/06/1961, Лінц         | Штікштоф (Лінц) | 3:5 [Архівовано 22 вересня 2018 у Wayback Machine.]       | Торіно                   | Данова-4, Гуальт'єрі                                                 |
| 2                         | 1961     | група     | 25/06/1961, Нітра        | Слован (Нітра)  | 5:1 [Архівовано 23 вересня 2018 у Wayback Machine.]       | Торіно                   | Гуальт'єрі                                                           |
| 3                         | 1961     | група     | 02/07/1961, Турин        | Торіно          | 2:4 [Архівовано 23 вересня 2018 у Wayback Machine.]       | Руда Гвезда (Братислава) | Локательї, Маццеро                                                   |
| 4                         | 1963     | 1/4       | 29.05.1963, Відень       | Адміра-Енержі   | 1:0 [Архівовано 6 жовтня 2018 у Wayback Machine.]         | Торіно                   |                                                                      |
| 5                         | 1963     | 1/4       | 05.06.1963, Турин        | Торіно          | 5:1 (д.ч.) [Архівовано 7 жовтня 2018 у Wayback Machine.]  | Адміра-Енержі            | Пейро-3, Ферретті, Гітченс                                           |
| 6                         | 1963     | 1/2       | 12.06.1963, Будапешт     | Вашаш           | 5:1 [Архівовано 16 липня 2016 у Wayback Machine.]         | Торіно                   | Пьячері                                                              |
| 7                         | 1963     | 1/2       | 19.06.1963, Турин        | Торіно          | 2:1 [Архівовано 6 серпня 2020 у Wayback Machine.]         | Вашаш                    | Гітченс, Локательї                                                   |
| 8                         | 1970/71  | 1/8       | 2.12.1970, Турин         | Торіно          | 1:1 [Архівовано 5 листопада 2018 у Wayback Machine.]      | МТК                      | Боцці                                                                |
| 9                         | 1970/71  | 1/8       | 6.12.1970, Будапешт      | МТК             | 2:1 (д.ч.) [Архівовано 16 липня 2016 у Wayback Machine.]  | Торіно                   | Пуя                                                                  |
| 10                        | 1991     | група     | 1.06.1991, Турин         | Торіно          | 1:0 [Архівовано 16 липня 2016 у Wayback Machine.]         | Форвертс (Штайр)         | Полікано                                                             |
| 11                        | 1991     | група     | 3.06.1991, Турин         | Торіно          | 1:0 [Архівовано 16 липня 2016 у Wayback Machine.]         | Веспрем                  | Келемен-аг                                                           |
| 12                        | 1991     | фінал     | 4.06.1991, Турин         | Торіно          | 2:1 (д.ч.) [Архівовано 15 грудня 2018 у Wayback Machine.] | Піза                     | Мартін Васкес, Карілло                                               |

## Торіно 1936
| Склад команди в розіграші 1936 року Воротар: Джузеппе Майна (4). Захисники: Луїджі Брунелла (4), Освальдо Ферріні (4). Півзахисники: Чезаре Галлеа (4), Філіппо Прато (4), Антоніо Янні (к) (3), Федеріко Аллазіо (1). Нападники: Маріо Бо (4,1), Фіораванте Бальді (4,3), Ремо Галлі (4,3), П'єтро Бускалья (4.4), Онесто Сілано (4.2). Тренер: Тоні Карньєллі. |

## Чемпіони
| Склад команди в розіграші 1991 року Воротар: Раффаеле Ді Фуско (3). Захисники: Лука Фузі (3), Енріко Анноні (3), Паскуале Бруно (2), Джанлука Атцорі (1), Роберто Муссі (1), Давіде Меццанотті (1), Роберто Краверо (1), Сільвано Бенедетті (1). Півзахисники: Рафаель Мартін Васкес (3,1), Джузеппе Карілло (3.1), Франческо Романо (3), Джорджіо Вентурін (3), Леовежильдо Жуніор (2), Сандро Коїс (2). Нападники: Роберто Полікано (3,1), Амарілдо (3), Алессандро Брунетті (2). Тренер: Емільяно Мондоніко. |